# Nikolai Matvejev
Nikolai Matvejev (11 de dezembro de 1923 — 5 de abril de 1984) foi um ciclista soviético.
Representou a União Soviética nos Jogos Olímpicos de Helsinque 1952 na prova de perseguição por equipes (4 000 m) e terminou em décimo quarto lugar.